# Sarah préfère la course
Pour plus de détails, voir Fiche technique et Distribution.
Sarah préfère la course est un film dramatique québécois écrit et réalisé par Chloé Robichaud, sorti en 2013.
Premier long métrage produit par Fanny-Laure Malo et premier long métrage réalisé par Chloé Robichaud, Sarah préfère la course est présenté en première au Festival de Cannes 2013, dans la sélection « Un certain regard ».

## Synopsis
Sarah, jeune athlète de demi-fond, quitte la maison de sa mère, en banlieue de Québec, pour aller s'entraîner à Montréal dans un club universitaire. Sarah et son ami Antoine se marient dans le but de toucher de meilleurs prêts et bourses du gouvernement. La vie à deux est difficile, car... Sarah préfère la course.

## Fiche technique
Source : IMDb et Films du Québec
- Titre original : Sarah préfère la course
- Réalisation : Chloé Robichaud
- Scénario : Chloé Robichaud
- Musique : artistes variés
- Direction artistique : Bruno-Pierre Houle
- Costumes : Noémi Poulin
- Maquillage : Tammy-Lou Pate
- Coiffure : Audrey Lampron
- Photographie : Jessica Lee Gagné
- Son : François Grenon, Jean-François Sauvé et Luc Boudrias
- Montage : Michel Arcand
- Production : Fanny-Laure Malo
- Sociétés de production : La Boîte à Fanny, Spirafilm
- Sociétés de distribution : Les Films Séville
- Budget : 1,2 million $ CA
- Pays de production :  Canada
- Tournage : fin août à mi-septembre 2012 à Québec et Montréal
- Langue originale : français
- Format : couleur — format d'image : 1,78:1— son Dolby numérique
- Genre : drame
- Durée : 97 minutes
- Dates de sortie :
  - France : 21 mai 2013 (Festival de Cannes 2013) ; 7 mai 2014 (sortie nationale)
  - Canada : 3 juin 2013 (première québécoise au cinéma Impérial à Montréal)
  - Canada : 7 juin 2013 (sortie en salle au Québec)
  - Canada : 5 novembre 2013 (DVD et Blu-ray)

## Distribution
- Sophie Desmarais : Sarah Lepage
- Jean-Sébastien Courchesne : Antoine Breton
- Hélène Florent : Isabelle, mère de Sarah
- Micheline Lanctôt : entraîneure (McGill)
- Geneviève Boivin-Roussy : Zoey Gagnon
- Ève Duranceau : Fanny
- Julianne Côté : Françoise, athlète
- Carla Turcotte : Laurence, athlète
- Pierre-Luc Lafontaine : Sean
- Benoît Gouin : Richard
- Catherine Renaud : entraîneure (cégep)
- France Pilotte : greffière

## Autour du film
La première mondiale du film a eu lieu le 21 mai 2013 dans le cadre du 66e Festival de Cannes. Au Québec, la sortie du film a eu lieu le 7 juin 2013. Le film a été produit par "La Boîte à Fanny", dirigée par Fanny-Laure Malo, et distribué par Les Films Seville, filiale de Entertainment One (eOne Films).
Il a été tourné dans les régions de Québec et de Montréal.
Le film a fait partie de la Sélection officielle, « Un certain regard », du Festival de Cannes 2013,. Il a ensuite fait une tournée dans plusieurs festivals à travers le monde. Il a notamment remporté le prix du Meilleur film décerné par le jury du « Education Jury Project » au Festival du film de Londres 2013, le premier prix dans sa catégorie au « Baja International Film Festival » et permis à Chloé Robichaud de remporter le 18e « Annual Artistic Merit Awards », décerné par le jury du « Women in Film Television Award » au « Vancouver International Film Festival ». En avril 2014, le film a remporté deux prix au Festival International de cinéma indépendant de Buenos Aires (BAFICI) soit le prix de la meilleure actrice (Sophie Desmarais) ainsi que le prix du Jury œcuménique (Signis Prize).
Le film est sorti en France le 7 mai 2014, sa distribution dans l'Hexagone étant assurée par Aramis Films.

## Distinctions

### Récompenses
- Festival international du film de Baja 2013 : Meilleur long-métrage
- Festival international du film de Kiev Molodist 2013 : Prix Don Quichotte
- Festival du film de Londres 2013 : Education Jury Project Award (sélection « First Feature Competition »)
- Festival international du film de Vancouver 2013 : Women in Film + Television Artistic Merit Award
- TIFF Canada’s Top Ten 2013
- Vancouver Film Critics Circle Awards 2014 : Meilleure actrice dans un film canadien pour Sophie Desmarais
- Festival International de cinéma indépendant de Buenos Aires (BAFICI) 2014[10] : Meilleure actrice (Sophie Desmarais), prix du Jury œcuménique (Signis Prize)

### Nominations et sélections
- Festival de Cannes 2013 : sélection officielle « Un certain regard »
- Festival international du film des Hamptons 2013
- Festival international du film de Toronto 2013 : sélection « Discovery »
- Festival international du film de Palm Springs 2014 : sélection « World Cinema Now »